# Frédéric (évêque de Genève)
Pour les articles homonymes, voir Frédéric.
Frédéric, dont les dates sont inconnues, mais probablement mort vers 1073, est un évêque de Genève du XIe siècle. Il est placé au 45e rang, du catalogue de la liste de la Bible de Saint-Pierre.

## Biographie
Les origines de Frédéric sont incertaines. Toutefois, il semble être originaire de l'archidiocèse de Besançon, dont il est archidiacre (depuis 1041), et qu'il soit issu d'une famille noble vassale du comte Guillaume Ier de Bourgogne.
La durée exacte de son épiscopat n'est pas connue avec certitude, il est toutefois mentionné au cours de la période s'étalant de l'année 1030 à l'année 1073,. Il a donc été témoin de la fin du règne de Rodolphe III († 1032), roi des Deux Bourgognes (Bourgogne transjurane et Bourgogne cisjurane), et du conflit pour sa succession. Il est un proche de l'archevêque, Hugues de Salins, et du pape Léon IX. Il est d'ailleurs aux côtés de ce dernier lors de la restauration de l'abbaye de Saint-Maurice d'Agaune (1049).
Il est présent, à Rome, lors du concile d'avril-mai 1050.
Frédéric meurt probablement vers 1073. Il lègue sa bibliothèque, constituée de 28 ouvrages, au chapitre, dont le catalogue est conservé depuis à la Bibliothèque publique et universitaire de Genève.

### Autres références
1. ↑  Louis Duchesne, Fastes épiscopaux de l'ancienne Gaule. Provinces du Sud-Est (tome premier), vol. 3, Paris, Thorin et fils, 1894, 356 p. (lire en ligne).
2. 1 2 3 4 5  Diocèse, 1985, p. 30 (présentation en ligne).
3. 1 2 3 4  Martine Piguet, « Frédéric » dans le Dictionnaire historique de la Suisse en ligne, version du 19 mars 2003.
4. ↑  Diocèse, 1985, p. 303 (présentation en ligne).
5. 1 2  Diocèse, 1985, p. 36 (présentation en ligne).